# Gestreept zwijn
Het gestreept zwijn (Sus scrofa vittatus) is een ondersoort van het wild zwijn, die voorkomt op Malakka en vele Indonesische eilanden, waaronder Sumatra en Java. De ondersoort is geïntroduceerd op de Kleine Soenda-eilanden in vroeger tijden. Het is de meest basale ondersoort, met de kleinste relatieve hersenomvang, een primitiever gebit en een ongespecialiseerde schedelstructuur. Het is een ondersoort met een kort gezicht, een witte band op de snuit, weinig lichaamshaar, geen onderwol, vrij lange manen en een brede roodachtige band die van de snuit naar de zijkanten van de nek loopt. Hij is veel kleiner dan de ondersoort van het vasteland, het Indisch wild zwijn. De grootste exemplaren op Komodo wegen slechts 48 kg.
In sommige gebieden verschilt hij van de meeste andere zwijnpopulaties doordat hij zeer frugivoor is. Zo eten exemplaren in het Nationaal park Ujung Kulon op Java ongeveer 50 verschillende soorten fruit, vooral vijgen, waardoor ze belangrijke zaadverspreiders zijn. Op de eilanden Komodo en Rinca is zijn dieet gevarieerder en omvat wortels, knollen, grassen, insecten, vruchten, slangen en aas. Hij eet ook vaak krabben bij eb. Biggen worden van december tot maart geboren in worpen van twee tot zes stuks en worden grootgebracht in grasnesten die door hun moeder zijn gemaakt. Ze zijn veel minder levendig gestreept dan de jongen van het Centraal-Europees wild zwijn.
Op de eilanden Komodo, Rinca en Flores is het gestreept zwijn een primaire voedselbron voor komodovaranen.